# Alexandre Karađorđević
« Alexandre Karageorgévitch » redirige ici.  Pour les homonymes, voir Alexandre Karađorđević (homonymie).
Alexandre Karađorđević, Alexandre Karageorgévitch en français, (en serbe cyrillique Александар Карађорђевић), né le 11 octobre 1806 à Topola et mort le 4 mai 1885 à Timişoara, est prince de Serbie entre 1842 et 1858.

## Biographie
Le prince Alexandre est le fils de Georges Pétrovitch, plus connu sous le nom de Karađorđe ou Karageorges, qui est le chef du premier soulèvement serbe contre les Ottomans. En 1813, il suit son père en exil en Autriche puis à Khotin en Bessarabie. Après la mort de Đorđe Petrović, il sert un temps dans l’armée russe.

## Prince de Serbie
En 1842, après l’abdication du prince Michel III Obrénovitch, Alexandre est choisi comme prince souverain de Serbie par la Skupstina, le Parlement serbe.
Son règne constitue une période de modernisation de la principauté, toujours autonome au sein de l'Empire ottoman, alors de plus en plus avancé sur la voie de la décadence. C’est en effet pendant son règne qu'est introduit en Serbie le Code civil, inspiré du modèle français en 1844. Quelques années plus tard, en 1851, il propose la réalisation d'une voie ferrée reliant Constantinople au réseau ferré européen alors en création; cette voie ferrée doit passer par la vallée du Vardar, reliant ainsi Belgrade, sa capitale au reste de l'Europe; cependant, la principauté se trouvant toujours sous tutelle ottomane, il ne parvient pas à mener à bien ce projet, la Porte, tout en s'opposant à ce projet modernisateur, ne dispose ni des capacités techniques ni des moyens financiers pour réaliser ce projet.
Son Premier ministre Ilija Garašanin rédige le premier programme politique du pays prévoyant la libération de la Serbie par rapport aux Ottomans et à l’empire d'Autriche mais aussi l’unification de tous les Slaves du Sud en une seule nation (la Yougoslavie). Sous le règne du prince Alexandre, l’essentiel du pouvoir est en fait détenu par une oligarchie, connue sous le nom de constitutionnalistes quelques sénateurs et quelques grands ministres comme Ilija Garašanin ou Thomas Pérésitch. En 1857, il déjoue un complot visant à le renverser et il renvoie quelques oligarques.

## Abdication et exil
Mais, le 22 décembre 1858, il est contraint d’abdiquer en faveur du prince Milos Ier, qui a déjà régné de 1817 à 1839. Il part en exil à Pest en Hongrie. En 1868, il est condamné à une peine de prison de vingt ans pour son implication dans le meurtre du prince Michel III, qui a succédé à son père Miloš Ier. Un tribunal hongrois le juge également coupable sans le condamner. En 1885, le prince meurt en exil à Temesvar, dans le Banat.

## Mariage et descendance
Il est marié à Persida Nenadović (1813-1873), fille du voïvode Jevrem Nenadović (en), et ils ont 10 enfants :
1. la princesse Poleksija (1er février 1833 - 5 décembre 1914),
2. la princesse Kleopatra (26 novembre 1835 - 13 juillet 1855),
3. le prince Aleksa (23 mars 1837 - 21 avril 1841),
4. le prince Svetozar (1841 - 17 mars 1847),
5. le prince Petar, devient roi de Serbie en 1903 sous le nom de Pierre Ier. Il est entre 1918 et 1921 le premier souverain du royaume des Serbes, Croates et Slovènes,
6. la princesse Elena (18 octobre 1846 - 26 juillet 1867),
7. le prince Andrej (15 septembre 1848 - 12 juillet 1864),
8. la princesse Jelisaveta (née et morte en 1850),
9. le prince Đorđe (11 octobre 1856 - 5 janvier 1889),
10. le prince Arsen (16 avril 1859 - 19 octobre 1938).